# En Kvest For Den Hellige Gral
Albums de Trollfest
Villanden
(2009)
En Kvest for den Helige Gral est le quatrième album du groupe de folk metal norvégien Trollfest.

## Liste des morceaux
1. Die Verdammte Hungersnot - 4:06
2. Karve - 5:34
3. Die Berüchtiges Bande - 3:55
4. Gjetord - 5:45
5. Der Sündenbock Gegalte - 3:28
6. Korstog - 3:57
7. Undermålere - 4:10
8. Jevnes med Jorden - 4:23
9. En Gammel Trollsti - 5:04
10. Epilog (Limited Edition Bonus) - 4:55

## Composition du groupe
- Trollmannen – chant
- Psychotroll – basse
- Mr. Seidel – guitare
- Per Spelemann – guitare
- Trollbank – batterie
- Manskow – Accordéon, Banjo
- DrekkaDag - Saxophone